# Ростокино (станция МЦК)
Росто́кино — остановочный пункт Малого кольца Московской железной дороги, станция маршрута городского электропоезда — Московское центральное кольцо. Находится в границах одноимённой технической железнодорожной станции кольца.
Открыта 10 сентября 2016 года вместе с открытием пассажирского движения электропоездов МЦК.

## Строительство
Строительные работы начались позже других участков МКЖД. Лишь к лету 2015 года началась перестройка путепровода над путями Ярославского направления. До этого на месте строительства будущего пересадочного узла был снесён пакгауз Московского нефтемаслозавода. В июне-июле 2015 года были сняты пролёты старого, а в сентябре началась установка пролётов нового путепровода, зимой 2015—2016 годов была сооружена пассажирская платформа из монолитного железобетона. По состоянию на март 2016 года велось строительство восточного вестибюля. Платформа открыта для пассажиров 10 сентября 2016 года.
| - Строительство платформы Ростокино |

## Расположение и пересадки
Платформа находится в районах Ярославском и Ростокино, возле проспекта Мира. Расположена между пассажирскими остановочными пунктами Ботанический сад и станцией Белокаменная к востоку от основного путевого развития одноимённой станции Ростокино. Имеет прямую внеуличную пересадку на платформу Ростокино Ярославского направления МЖД и вместе с ней входит в состав транспортно-пересадочного узла.
Возможен бесплатный переход с и на станцию монорельса «Выставочный центр» и станцию метро «ВДНХ» (формально, согласно постановлению 519-ПП от 22.08.2016, пересадки возможны только с монорельса, но турникеты на обеих станциях позволяют данную пересадку в любую сторону).
6 сентября 2019 года рядом с вестибюлем станции открылся южный вестибюль перестроенного остановочного пункта «Ростокино», с этого момента можно совершить уличную крытую («электричка—МЦК») пересадку; обратная пересадка («МЦК—электричка») — с выходом из-под навеса от дождя.

## Технические особенности
Пассажирский остановочный пункт МЦК включает в себя одну высокую островную платформу с полукруглым навесом. Вход на платформы осуществляется через подземный пешеходный переход, расположенный под железнодорожной насыпью с наземным кассовым вестибюлем. В подземный переход интегрирован турникетный павильон, от которого имеется выход к платформе.
Платформа оборудована турникетами, которые начали действовать с 11 октября 2016 года по окончании бесплатного месяца функционирования МЦК. Для осуществления прохода и гашения поездок они используют единые транспортные карты Московского транспорта, используемые также для проезда в метрополитене и наземном городском транспорте.

## Пассажиропоток
Из 31 станции МЦК Ростокино занимает восьмое место по популярности. В 2017 году средний пассажиропоток по входу и выходу составил 23 тыс. чел. в день и 694 тыс. чел. в месяц. В ноябре 2016 года пассажиропоток на станции составлял около 11,7 тысячи человек в сутки. В феврале 2017 года он составлял 12,7 тысячи человек в сутки. В середине сентября пассажиропоток на станции вырос до 17,9 тысячи человек в сутки. Это произошло после того, как по новому, зимнему, расписанию 97 процентов пригородных электричек стали делать остановки на шести станциях возле МЦК, в том числе у Ростокино.

## Режим работы
На платформе останавливаются все поезда городской электрички, ежедневно курсирующие с 5:30 до 1:00. Интервал движения электропоездов в часы пик составляет 4 минуты, в остальное время — 8 минут.
| - Тепловоз с грузовым поездом возле платформы |

## Платформа
Одна платформа островного типа и 2 пути.
| Путь | Тип поезда                    | Место назначения    | примечания             |
| ---- | ----------------------------- | ------------------- | ---------------------- |
| 1    | Московское центральное кольцо | На Белокаменная     | По часовой стрелке     |
| 2    | Московское центральное кольцо | На Ботанический сад | Против часовой стрелки |

## Наземный общественный транспорт

### Городской
На этой станции можно пересесть на следующие маршруты городского пассажирского транспорта:
- Автобусы: 93, 136, 244, 375, 536, 544, 604, 834, 903, т76
- Трамваи: 17

### Областной
На этой же станции можно пересесть на областные автобусные маршруты:

316, 317, 388, 392, 451, 499, 551к, 565, 576к

## Галерея
| - Входной павильон с кассами - Турникеты - Эскалатор и лестница - Выход на платформу |